# Râle ocellé
Rufirallus schomburgkii
Espèce
Répartition géographique
Statut de conservation UICN

 LC  : Préoccupation mineure
Le Râle ocellé (Rufirallus schomburgkii) est une espèce d'oiseaux de la famille des Rallidae.

## Répartition et sous-espèces
Selon la classification de référence du Congrès ornithologique international (14.2, 2024) :
- R. s. schomburgkii (Schomburgk, 1848) — aire dissoute de la Colombie à la Guyane
- R. s. chapmani (Naumburg, 1930) — Cerrado et sud de l'Amazonie